# 000.exe
000.exe es un malware del tipo Scareware/troyano conocido por infectar ordenadores para llamar la atención y molestar al usuario.

## Historia
Su primera aparición significativa se remonta a mediados de la década de 2010. Inicialmente, el código malicioso fue creado para un canal de YouTube, pero pronto se propagó por la red. El usuario del mencionado canal publicó un enlace con el virus, y varios usuarios terminaron descargándolo, lo que facilitó su difusión.

## Funcionamiento
Generalmente, se distribuye a través de internet y se encuentra comúnmente en forma de un archivo comprimido, en formatos ZIP o RAR. Solo puede infectar un sistema si se ejecuta el archivo descargado.
Al ejecutarse, la pantalla muestra inmediatamente una serie de imágenes tenebrosas en blanco y negro. Posteriormente, el equipo se reinicia y el nombre del usuario cambia a «URNEXT». Aunque es posible acceder al sistema, el verdadero problema comienza en este punto. El escritorio aparece lleno de accesos directos que hacen referencia a varios archivos, todos con el nombre «URNEXT».
Con el tiempo, empiezan a aparecer múltiples cuadros de diálogo con mensajes de error idénticos. Si se intenta cerrar estas ventanas, nuevas aparecen en su lugar. Además, deshabilita el Administrador de tareas de Windows, impidiendo al usuario finalizar sus procesos.